# 劳动英雄 (越南)
劳动英雄 是越南社会主义共和国最高国家荣誉之一。授予在劳动中表现出勇敢与创造力，在生产工作中获得特别杰出的成就的集体或者个人。

## 历史
1951年，越党中央与越盟决定组织召开了战斗英雄与劳动英雄代表大会。1952年5月19日在越北抗法根据地第一届大会召开，党中央总书记长征、政府总理范文同讲话。1952年8月10日，胡志明主席签署 107/SL主席令，授予4名军队英雄，以及3名劳动英雄：吴嘉坎、陈大义、黄亨。
1970年1月15日，越南民主共和国国会常任委员会颁布了国家荣誉称号法案，军队英雄从此改称人民武装力量英雄，与劳动英雄一起由政府总理提名，国会常任委员会决定，国家主席签署主席令颁布。